# جائزة أطفال العالم لحقوق الطفل
جائزة أطفال العالم لحقوق الطفل (بالإنجليزية: World's Children's Prize for the Rights of the Child)‏‏ (WCP) هي جائزة تُمنح لشخص (طفل أو بالغ) أو منظمة من أجل تحقيقهم إنجازات متفردة في مجال الدفاع عن حقوق الطفل. انطلقت الجائزة في العام 2000، وكان أول الحاصلين عليها هو الطفل الباكستاني إقبال مسيح.

## لجنة التحكيم
تتكون من أطفال كانوا فيما سبق أطفال جنود، أو عبيد، أو أطفال شوارع، أو أطفال لاجئين أو من الأطفال اللذين تعرضوا لانتهاك حقوقهم بشكل أو بآخر. لهم خبرات متشابهة و هم خبراء متميزين في حقوق الطفل.

## وصلات خارجية
- الموقع الرسمي لجائزة أطفال العالم